# Encephalartos horridus
Encephalartos horridus — вид голонасінних рослин класу саговникоподібні (Cycadopsida).
Етимологія: лат. horridus — «жахливий», від дуже жорстких і колючих листових фрагментів.

## Опис
Рослини деревовиді; стовбур 0,5 м заввишки, 30 см діаметром. Листки довжиною 100 см, сині або срібні, тьмяні, хребет синій, прямий з останньою третиною різко загнутою; черешок прямий, без колючок. Листові фрагменти ланцетні; середні — довжиною 10 см, 25–40 мм завширшки. Пилкові шишки 1, яйцевиді, червоні з коричневим, довжиною 20–40 см, 6–12 см діаметром. Насіннєві шишки 1, яйцевиді, червоні з коричневим, довжиною 25–40 см, 15–20 см діаметром. Насіння довгасте, довжиною 30–35 мм, шириною 20–25 мм, саркотеста червона.

## Поширення, екологія
Росте у Східній Капській провінції, ПАР на висотах від 100 до 400 м над рівнем моря. E. horridus зазвичай росте в посушливій рослинності, часто на кам'янистих виходах кварцитів. Нині вимерлі субпопуляції на північ і захід від Порт-Елізабет, ймовірно, росли на пісковику.

## Загрози та охорона
E. horridus тепер зник у деяких частинах ареалу, де був повністю знищений міським розвитком. Значне число також було видалене колекціонерами за останні 50 років. Важко оцінити, який відсоток рослин, зник, але може бути близько 50%. Популяції захищені в англ. Springs Local Authority Nature Reserve і кількох приватних заповідниках.

## Галерея

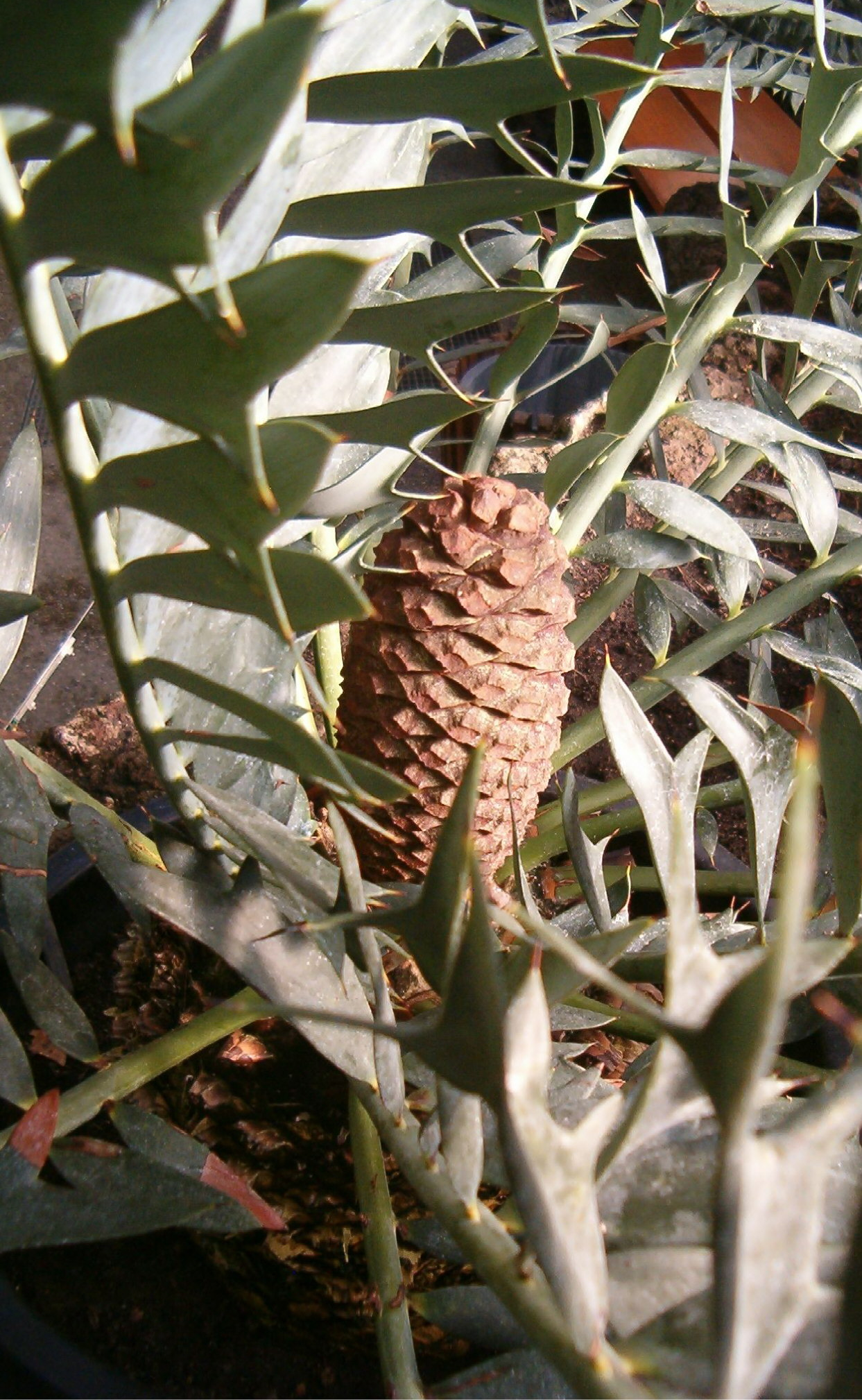
Шишка
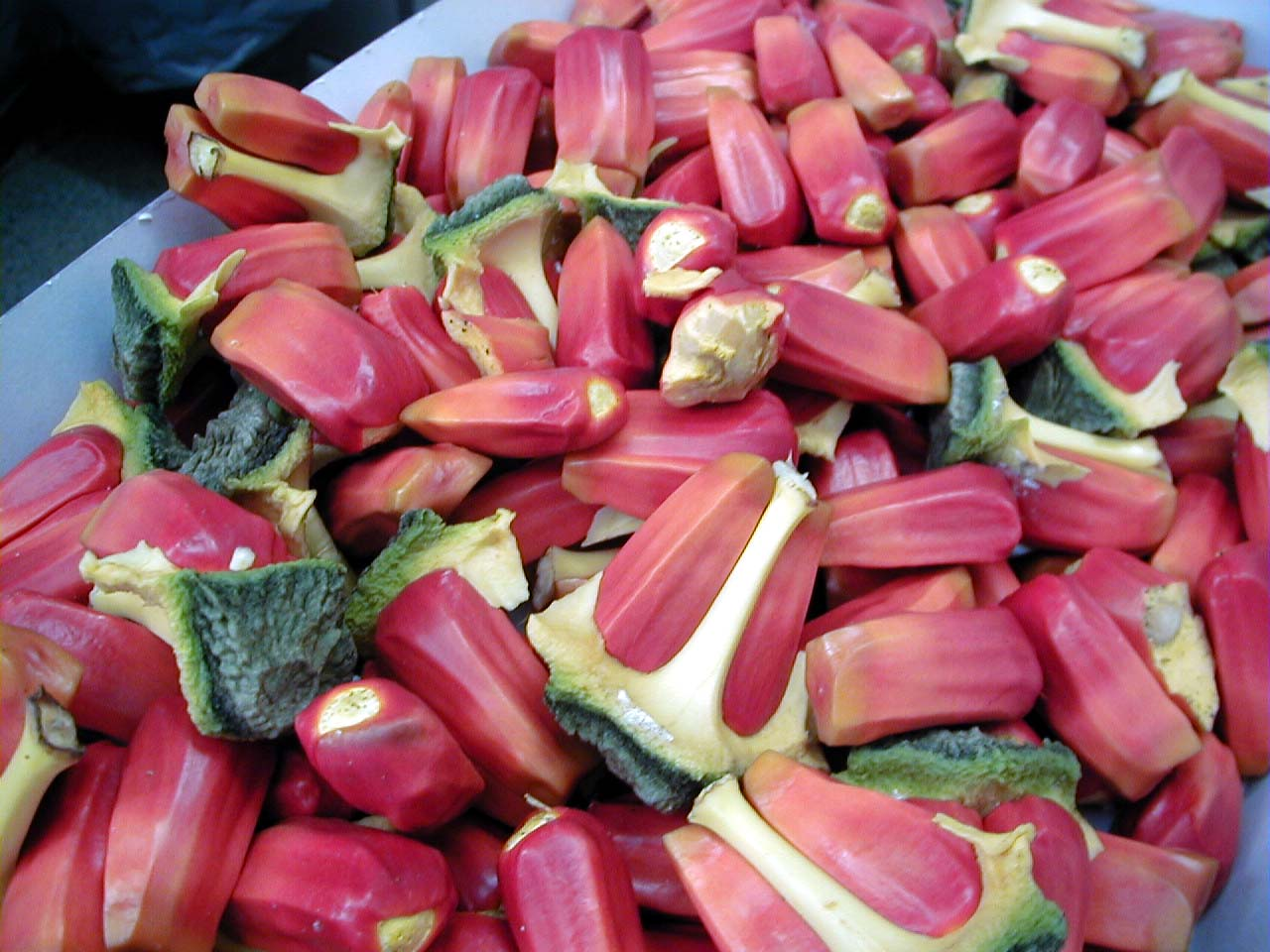
Насіння

| Шишки секвоядендрону | Це незавершена стаття про голонасінні. Ви можете допомогти проєкту, виправивши або дописавши її. |